# AIESEC

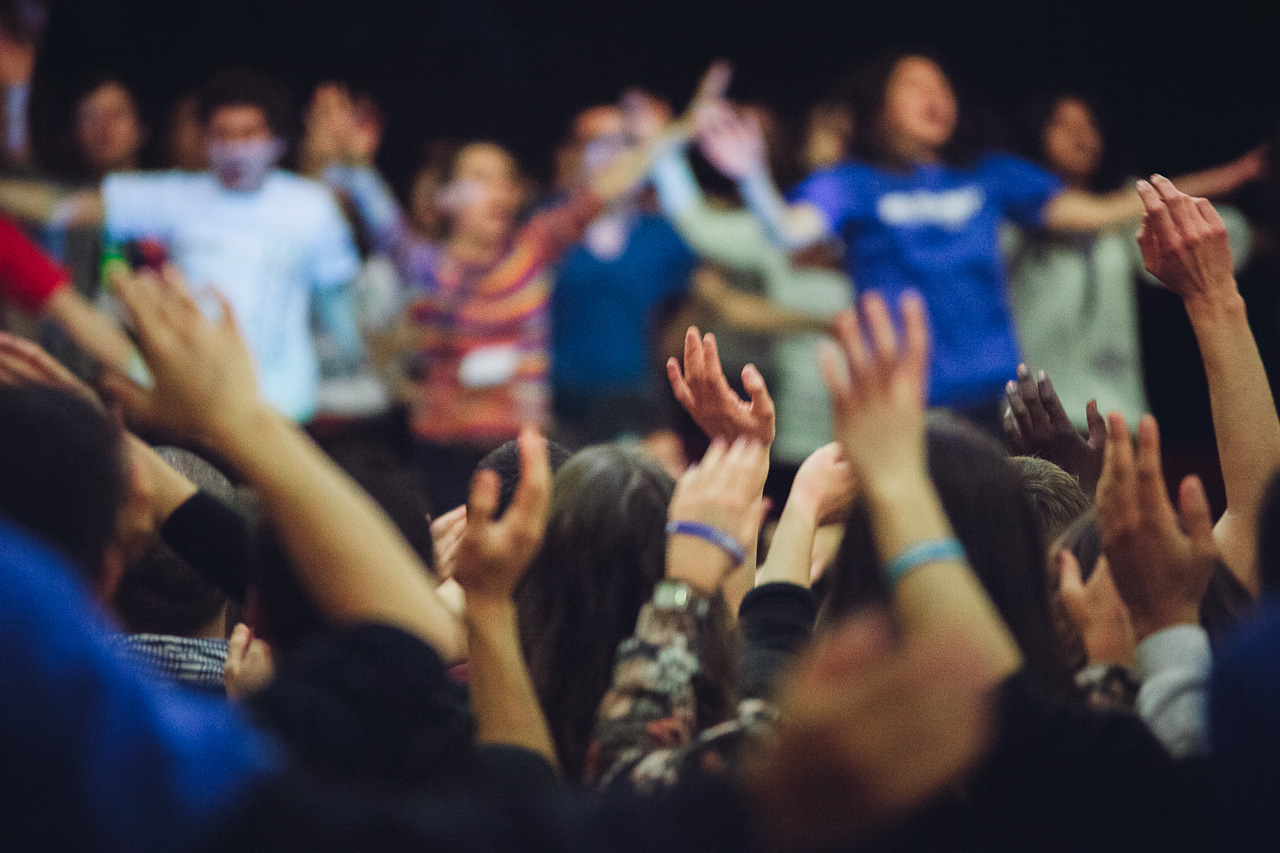
AIESECos dançando "Roll Call" (músicas coreografadas que representam a cultura de um país ou comitê da AIESEC) em uma conferência na França em 2013.

A AIESEC é uma plataforma internacional que possibilita o desenvolvimento pessoal e profissional de jovens estudantes através de programas de trabalho em equipe, liderança e intercâmbio. Presente em 127 países e territórios, com mais de 86.000 membros e 8000 organizações parceiras, a AIESEC é a maior organização mundial de estudantes. Sua sede está localizada em Montreal, Canadá.
A AIESEC é uma organização não-governamental com status consultivo junto ao Conselho Econômico e Social das Nações Unidas (ECOSOC), afiliada ao Departamento de Informação Pública da ONU (DPI), membro do Encontro Internacional de Coordenação de Organizações da Juventude (ICMYO), e reconhecida pela UNESCO.

## Histórico
Após a Segunda Guerra Mundial, em 1948, estudantes de 9 universidades de 6 países se reuniram em Liège, Bélgica, com o objetivo de criar uma nova forma de cooperação. Foi criada a "Association Internationale des Etudiants en Sciences Economiques et Commerciales", a AIESEC. Atualmente, o nome por extenso não é mais utilizado, uma vez que seus membros pertencem também a outras áreas de conhecimento, sendo usado sempre o acrônimo AIESEC. Sua missão era criar relações entre organizações de estudantes e assim promover oportunidades de intercâmbio. Jaroslav Zich, um jovem checo, foi eleito seu presidente. A sede de operações foi estabelecida em Praga, Checoslováquia. Com a tomada do poder pelos comunistas deste país e de forma a permanecer politicamente neutra, AIESEC teve de deixar a Checoslováquia no mesmo ano.
Em 1949 um segundo congresso foi realizado em Estocolmo. Sete países participaram: Bélgica, Dinamarca, Finlândia, França, Países Baixos, Noruega e Suécia.
Os representantes assinaram o documento de fundação da «Association Internationale des Etudiants en Sciences Economiques et Commerciales» (AIESEC).
Em Portugal a AIESEC começou a sua atividade em 1959 no ISCEF, atual ISEG, tendo sido membros da associação, por exemplo, o ex Presidente da República Aníbal Cavaco Silva, Murteira Nabo e ex Presidente da Comissão da Europeia José Manuel Durão Barroso.
Alumni Mundial são, por exemplo, Martti Ahtisardi (Prémio Nobel da Paz), Helmut Kohl (antigo Chanceler da Alemanha), Janez Drnovsek (antigo 1º. Ministro da Eslovénia) e Junichiro Koizumi (antigo 1º. Ministro do Japão). Kofi Annan (antigo Secretario Geral da ONU) e John F. Kennedy (antigo Presidente dos Estados Unidos) são exemplo de algumas das figuras mundiais que endossam a organização e suportam as suas atividades.

## Nos países lusófonos

### Brasil
No Brasil, a associação foi fundada em 1970, tendo como seu primeiro comitê nacional da AIESEC em São Paulo, na Fundação Getúlio Vargas (FGV), em 1971. Nos anos seguintes a organização se expandiu rapidamente para Porto Alegre, Rio de Janeiro, Florianópolis, Santos, Belo Horizonte e Curitiba, chegando a Brasília, Vitória e Salvador no início dos anos 80. Hoje é constituída por aproximadamente 3000 membros, divididos entre 45 escritórios locais: ABC, Aracaju, Balneário Camboriú, Bauru, Belém, Belo Horizonte, Blumenau, Brasília, Campo Grande, Chapecó, Cuiabá, Curitiba, ESPM (São Paulo), Florianópolis, Fortaleza, Franca, Getúlio Vargas (São Paulo), Insper (São Paulo), Itajubá, João Pessoa, Joinville, Limeira, Maceió, Mackenzie (São Paulo), Manaus, Maringá, Natal, Palmas, Pelotas, Porto Alegre, Recife, Rio de Janeiro, Salvador, Santa Maria, Santos, São Luís, São Carlos, Sorocaba, Teresina, Uberlândia, USP (São Paulo), Vale do São Francisco, Vitória, Viçosa e Volta Redonda.
Algumas cidades que também já possuíram escritórios da AIESEC, mas que encerraram suas atividades são: Londrina, Campina Grande, Vale do Paraíba, São José do Rio Preto, Goiânia, Ribeirão Preto, Santarém, Campinas, Dourados, Ilhéus, Juiz de Fora, Marília, Passo Fundo, Ponta Grossa e Santa Cruz do Sul.
A AIESEC está presente em todas as regiões do Brasil, crescendo exponencialmente para o norte do país desde 2008, ano em que a organização fundou o primeiro comitê local na região, em Manaus (AM). Em 2011, a Iniciativa de Expansão da AIESEC Paraguai foi aprovada pelo Plenário Global na Conferência Internacional da AIESEC no Quênia e, em 2012, tornou-se  Extensão Oficial, sendo patrocinada pela AIESEC no Brasil e liderada por ex-membros da entidade brasileira e da AIESEC na Itália.
Em 2013, a AIESEC no Brasil bateu um recorde histórico em realização de intercâmbios, passando a marca de 3000 intercâmbios realizados em menos de um ano. Em 2014, a AIESEC no Brasil se tornou TOP 1 mundialmente, em quantidade de experiência de lideranças entregues, ultrapassando também a marca dos 5000 intercâmbios realizados em menos de um ano. Em 2015, foi premiada com o prêmio de Excelência Global por conta do seu trabalho desenvolvido no país. Entre julho de 2015 e junho de 2016, a organização bateu o recorde de 6000 intercâmbios realizados no período de 12 meses, se consolidando como uma das maiores entidades da AIESEC globalmente. Em agosto de 2016, a AIESEC no Brasil foi novamente premiada com o prêmio de Excelência Global, entregue no Congresso Internacional de 2016 da AIESEC, na Polônia.
A AIESEC no Brasil também é apoiada por diversas empresas relevantes do segundo setor como Votorantim Cimentos e Electrolux. No ano de 2019, em uma coprodução AIESEC e Electrolux Food Foundation, foi realizado o World's Largest Lesson Brazil, evento com formato da UNESCO, que busca a conscientização sobre os Objetivos de Desenvolvimento Sustentável da Nações Unidas. O evento aconteceu em São Paulo e atingiu 2000 crianças espalhadas entre escolas e ONGs em todas regiões da capital. 

### Portugal
Em Portugal, existem oito escritórios da AIESEC:
- AIESEC in UMinho;
- AIESEC in Porto FEP;
- AIESEC in Porto Católica;
- AIESEC in Aveiro;
- AIESEC in Coimbra NEFE;
- AIESEC Lisboa ISEG;
- AIESEC in Lisboa ISCTE;
- AIESEC in Lisboa Centro.

### Moçambique
Em Moçambique, existem quatro escritórios, dois na capital Maputo,  um localizado na universidade Eduardo Mondlane e outro na Isctem, um na cidade da Beira localizado no campus do Matacuane pertencente a universidade Zambeze, província de Sofala. E agora presente na região norte do país concretamente na cidade de Nampula.

### Cabo Verde
Em Cabo Verde, as operações iniciaram-se em 2013 e atualmente estão em funcionamento 2 escritórios, um em capital Praia e outro na Assomada, ambos na Ilha de Santiago. 